# Stempellina johannsenii
Stempellina johannsenii är en tvåvingeart som först beskrevs av August Friedrich Thienemann och Bause 1913.  Stempellina johannsenii ingår i släktet Stempellina och familjen fjädermyggor.
Artens utbredningsområde är New York. Inga underarter finns listade i Catalogue of Life.